# Зубко Петро Наумович
Петро Наумович Зубко (16 вересня 1916 — 20 серпня 1944) — майор Червоної Армії, учасник радянсько-фінської та німецько-радянської війн, Герой Радянського Союзу (1944).

## Біографія
Петро Наумович Зубко народився 16 вересня 1916 року в селі Марківцях (нині Бобровицький район Чернігівської області) у родині незаможних селян. Батько — Наум Васильович — був радянським активістом і одним із засновників першого колгоспу в селі. У родині було 5 дітей. Старший брат Сергій став секретарем новоствореної комсомольської організації села, пізніше — військовим льотчиком. Можливо, це й вирішило майбутню долю Петра.
Після закінчення семирічки Петро Зубко продовжив навчання в Києві. 1934 року після 3-річного навчання в технікумі був призваний до лав Червоної Армії. 1937 року закінчив Енгельську військову авіаційну школу. Невдовзі йому довелося взяти участь у радянсько-фінській війні, а 1940 року він став членом ВКП(б). 1942 року закінчив Військово-повітряну академію, а восени цього ж року в Марківцях німецькі окупанти розстріляли його батька.
З травня 1943 року Петро Зубко воював на фронті. 6 липня 1943 року група штурмовиків Іл-2, яку він очолив, під безперервним вогнем
зенітної артилерії ворога зруйнувала переправу через Сіверський Донець, висадила в повітря 2 склади з боєприпасами та 1 склад із пальним. На зворотному шляху штурмовиків атакували ворожі винищувачі. Ще 2 німецькі літаки було знищено того дня. 5 вересня 1943 року ескадрилья капітана Зубка одержала завдання вивести з ладу залізничну станцію Лозова. Було знищено вщент ешелон із боєприпасами, зруйновано службові приміщення. Того ж дня штурмовики атакували аеродром і знищили 5 літаків та склад із пальним.
За короткий термін штурмовики під командуванням П. Н. Зубка знищили до 40 танків, 5 військових ешелонів, 10 складів із боєприпасами, 10 літаків і багато живої ворожої сили. За зразкове виконання бойових завдань, успішне проведення 120 бойових вильотів і проявлені при цьому відвагу і мужність 2 серпня 1944 року Зубко Петро Наумович був удостоєний звання Героя Радянського Союзу.
Орден Леніна та Золоту Зірку він отримати не встиг, бо 20 серпня 1944 року в бою біля села Манзира в Одеській області його літак було підбито. За свідченнями його побратимів, Петро Зубко направив літак на ворожу мінометну батарею і знищив її ціною власного життя.

## Пам'ять
1969 року на могилі загиблих льотчиків у селі Лісному Одеської області встановлено пам'ятник. Центральну вулицю та школу села названо на честь П. Н. Зубка.
1967 року в Марківцях Чернігівської області відкрито Обеліск Слави з меморіальною дошкою на честь Героя. 1975 року біля контори радгоспу встановлено погруддя П. Н. Зубка. Його іменем названо центральну вулицю села, а також вулиці сусідньої Рудьківки та районного центру Бобровиці.